# Антофагаста (регион)
Антофагаста (на испански: Antofagasta) е един от 15-те региона на южноамериканската държава Чили. Регионът е разположен в северната част на страната на Тихия океан. Населението е 607 534 жители (по преброяване от април 2017 г.). Общата му площ – 126 049,10 км². Столицата му е едноименния град Антофагаста.